# Joseph Kesenge
Joseph Kesenge Wandangakongu (ur. 4 kwietnia 1928 w Molegbe, zm. 19 lutego 2021 w Gbadolite) – kongijski duchowny rzymskokatolicki z Demokratycznej Republiki Konga, w latach 1969–1997 biskup Molegbe.

## Życiorys
Święcenia kapłańskie przyjął 20 lipca 1954. 5 września 1968 został prekonizowany biskupem Molegbe. Sakrę biskupią otrzymał 25 stycznia 1969. 18 października 1997 zrezygnował z urzędu.